# Seadrill
Seadrill est une entreprise de forage en eau profonde pour l'industrie pétrolière fondée en 2005 par le magnat du transport maritime norvégien John Fredriksen (en). Elle est localisée aux Bermudes à des fins fiscales et géré depuis Londres et Houston. La société exploite des plates-formes semi-submersibles (FPSO), des plates-formes auto-élévatrices et des navires de forage. Elle fait partie, avec la  société Sapura Energy (une des plus grandes sociétés intégrées de services et de solutions pétrolières et gazières), une coentreprise de la compagnie maritime brésilienne Sapura Navegação Marítima S.A..

## Historique
Seadrill a été constituée en société des Bermudes le 10 mai 2005 par John Fredriksen, un magnat du transport maritime d'origine norvégienne, et cotée à la Bourse d'Oslo en novembre 2005. En juillet 2005, la société a acquis des plates-formes auto-élévatrices d' Odfjell Drilling (en) .

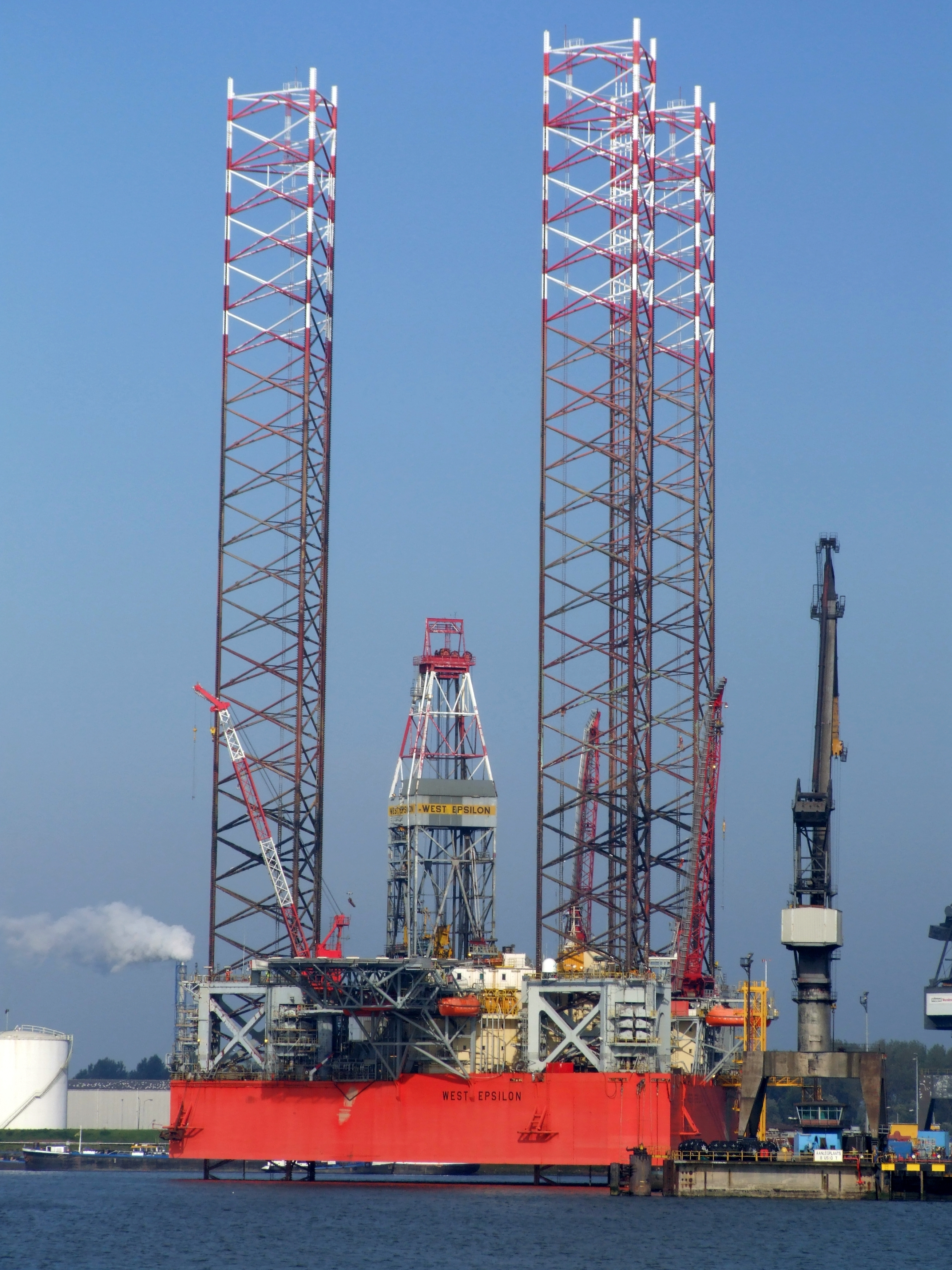
FPSO West Epsilon en 2005

En septembre 2006, la société a acquis une part de contrôle de Smedvig ASA en surenchérissant sur Noble Corporation (en). En 2007, la société a acquis Eastern Drilling (en). En mai 2010, la société a surenchéri sur Ensco (aujourd'hui Valaris plc) pour acheter Scorpion Offshore.
En avril 2013, la société a vendu la majorité de ses FPSO et de ses plates-formes semi-submersibles à SapuraKencana. En mai 2013, la société a vendu les plates-formes Tender T-15, T16 et le navire semi-submersible West Vencedor à Seadrill Partners LLC. En juin 2013, la société a acquis une participation majoritaire dans Sevan Drilling. 
En 2014, Seadrill a procédé à une introduction en bourse de sa filiale North Atlantic Drilling, qui possède des plates-formes pour environnements difficiles et a continué a en détenir 70%. En novembre 2014, la société a suspendu les paiements de dividendes en raison d'un ralentissement de l'industrie.
En décembre 2017, la société a déposé son bilan. La société est sortie de la faillite en juillet 2018. Cependant, la société a vu ses actions radiées de la New York Stock Exchange en juin 2020. 
Le 1er octobre 2020, Seadrill a annoncé la nomination du nouveau PDG Stuart Jackson, en remplacement d'Anton Dibowitz avec effet immédiat.

### Dommages environnementaux
En novembre 2009, la plate-forme auto élévatrice SS West Alpha  de Seadrill , située sur le champ pétrolifère Montara, à environ 690 kilomètres au large de Darwin, en Australie, a pris feu après que le champ fuit du pétrole depuis dix semaines. La plate-forme était exploitée par la société thaïlandaise PTT Exploration and Production (en) (PTTEP). Pendant 74 jours, le gaz et le pétrole ont pénétré dans la mer de Timor, au cours de ce qui a été l’une des pires catastrophes écologiques de l’histoire de l’Australie.

### Articles externes
- histoirede la société Seadrill
- Flotte Seadrill (décembre 2008)